# Vittorio Luigi Alfieri
Vittorio Luigi Alfieri (Perugia, 3 luglio 1863 – Musestre, 8 novembre 1918) è stato un generale e politico italiano.
Fu Ministro della Guerra del Regno d'Italia subito dopo la disfatta di Caporetto, nel momento più critico della prima guerra mondiale.

## Biografia
Vittorio Luigi Alfieri iniziò la sua carriera militare con la nomina a sottotenente di fanteria nel 1881, specializzandosi dapprima nel corpo degli alpini e dal 1889 nello Stato Maggiore. Dal 1900 al 1905, col grado di maggiore e poi tenente colonnello, fu insegnante di logistica presso la Scuola di guerra. Dal 1908 al 1911 collaborò quindi come funzionario per il ministero della guerra italiano ed ottenne il grado di colonnello. Venne quindi inviato nel Benadir come comandante del corpo coloniale italiano in Somalia, carica che mantenne sino al 1913.
Rientrato in Italia venne promosso maggiore generale ed ottenne per un breve periodo il comando della brigata "Brescia" per poi divenire direttore generale del ministero della guerra fino all'aprile 1915, quando divenne intendente generale del Regio esercito. Nel marzo 1916 fu nominato tenente generale. Il 7 aprile 1916 fu nominato sottosegretario alla guerra nel governo Boselli e pochi mesi dopo passò al Ministero delle armi e munizioni.
Uomo di vasta cultura e di idee modernissime, profondo conoscitore sia dei problemi dell'esercito italiano che della politica di quel tempo, a causa della sua riservatezza poco si fece conoscere dalla cronaca e poco si sa di lui. Le testimonianze della sua opera rifondatrice dello spirito e dell'organizzazione dell'esercito, nei mesi seguenti la sconfitta di Caporetto, sono comunque eloquenti. Per questo fu chiamato dal nuovo presidente del consiglio Vittorio Emanuele Orlando come ministro della guerra nell'ottobre 1917.
Amico di Armando Diaz fin dai tempi della Scuola di Guerra, lo propose al Re Vittorio Emanuele, al capo del Governo ed al Senato, quale nuovo Comandante Supremo al posto di Cadorna. Al Senato disse: "me ne faccio io mallevadore" e di quella garanzia ci fu bisogno per fare, di Diaz, uno sconosciuto ai più, il Duca della Vittoria. Nel novembre 1917 fu nominato del re senatore del Regno. Avendo ricostituito e migliorato in pochi faticosissimi mesi gli armamenti, l'organizzazione e la fiducia, sia delle truppe che dei comandanti dell'Esercito al fronte, preferì lasciare la vita politica il 20 marzo 1918 per tornare in prima linea a comandare un Corpo d'Armata. In quei giorni si prevedeva un attacco decisivo da parte delle truppe degli Imperi Centrali.
Anche per alcuni dissapori col il Presidente del Consiglio Vittorio Emanuele Orlando decise di concludere il suo compito di politico e di ritornare a fare il soldato. Al fronte, al comando del XXVI Corpo d'Armata, diresse l'offensiva verso Vittorio Veneto. Colpito da febbre spagnola evoluta in broncopolmonite, morì pochi momenti dopo aver saputo che i suoi uomini entravano vittoriosi a Trieste e che la guerra era vinta. Era l'8 novembre 1918.

## Citazioni
Si è scritto di lui in occasione della sua nomina a Sottosegretario di Stato per la Guerra (7 aprile 1916), sui giornali del giorno seguente:
- Il Corriere della Sera - "La notizia della nomina del generale Alfieri a sottosegretario è stata data oggi alla Camera ed al Senato dal Capo del Governo e ha fatto ottima impressione in tutti. Il gen. Alfieri, che ha 53 anni, possiede una conoscenza profonda della compagine del nostro esercito. Prima della guerra era Direttore Generale del personale al Ministero della Guerra. Durante la Campagna assunse la carica importantissima di Intendente Generale, dando prova di alte doti di intelligenza e di capacità organizzative, doti che troveranno ottomo impiego nella funzione alla quale è destinato".
- La Tribuna - " Il generale Alfieri sarà del nuovo Ministero della Guerra un prezioso collaboratore, del paese e dell'esercito un servitore devoto. Uomo di vasta cultura, di idee modernissime e infinitamente modesto, non ha mai lasciato parlare di sé, e di lui perciò poco si conosce... che però l'opera sua in Somalia e al Ministero fu così apprezzata dal Capo di Stato Maggiore, generale Cadorna, che, all'inizio delle ostilità, lo volle alla Direzione dell'Intendenza".
- Il Giornale d'Italia - " Gli uomini che oggi si rinnovano nel dicastero della Guerra hanno le stesse doti di mente e di cuore. Come il generale Morrone, il generale Alfieri possiede una chiara serenità di indagine e di osservazione. È uomo di attività non comune e di pronta energia. A queste doti unisce uno spirito pronto e aperto ai problemi diversi dell'arte militare. Ha una buona cultura e una conoscenza sicura dell'ambiente".
- L'Idea Nazionale - " La persona del generale Alfieri, che dal principio della guerra ha coperto l'altissima carica di Intendente Generale dell'Esercito,dà rilievo grande all'ufficio cui è destinato. Evidentemente i poteri e le facoltà connesse a tale ufficio debbono essere oggi più importanti di quelle sancite sino ad ieri dalle consuetudini burocratiche. Perciò siamo lieti che vi sia stato assegnato il generale Alfieri, che ha dato prove di possedere vaste capacità organizzatrici e molta buona volontà".
- Il Corriere d'Italia - " Il nuovo sottosegretario alla Guerra ha già dato magnifica prova nella sua carica di intendente generale dell'esercito, delle sue qualità, sia di amministratore che militari. I servizi logistici anche nelle zone più lontane, battute dal nemico, sono sempre proceduti meravigliosamente. Alle truppe mai è mancato quanto potesse occorrere, sia come rifornimento viveri, sia come munizionamento".